# Abbiategrasso
Abbiategrasso (AFI: /abbjateˈɡrasso/; Biagrass o Biegrass nella parlata locale, AFI: [bjaˈɡras] o [bjeˈɡras], Biaa in dialetto milanese, AFI: [ˈbjɑː]) è un comune italiano di 32 677 abitanti della città metropolitana di Milano in Lombardia, situato a circa 29 chilometri a sud-ovest dal centro del capoluogo.

## Geografia fisica

### Territorio

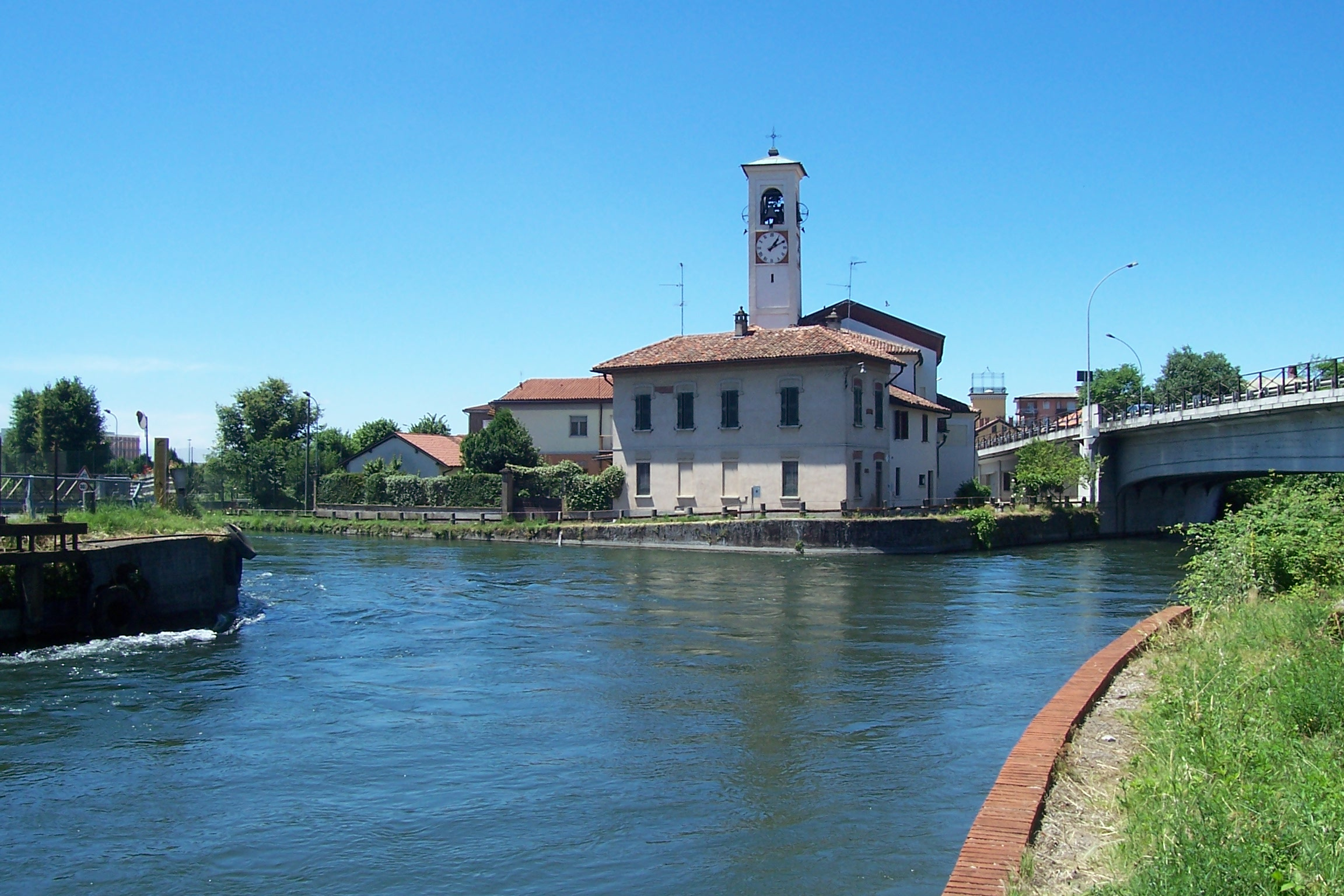
L'incile del Naviglio di Bereguardo, che si stacca dal Naviglio Grande presso Castelletto di Abbiategrasso

Il territorio di Abbiategrasso è interamente compreso nel Parco lombardo della Valle del Ticino; l'abitato di Abbiategrasso sorge a cavallo del ciglio del dislivello formato dalla valle del Ticino e lungo la "linea dei fontanili", la quale divide l'alta Pianura Padana dalla bassa Pianura Padana.
Il territorio abbiatense giunge fino alle sponde del fiume Ticino ed è attraversato dai Navigli nell'area della frazione di Castelletto Mendosio da dove il Naviglio Grande si stacca a formare il Naviglio di Bereguardo.
Pur non essendo fortemente popolato, è il comune con la superficie più vasta nella città metropolitana dopo il capoluogo.

### Clima
Il clima di Abbiategrasso è quello caratteristico delle pianure settentrionali italiane con inverni freddi e abbastanza rigidi ed estati che risentono di elevate temperature; la piovosità si concentra principalmente in autunno e in primavera. La città appartiene alla zona climatica E.
| Abbiategrasso       | Mesi | Mesi | Mesi | Mesi | Mesi | Mesi | Mesi | Mesi | Mesi | Mesi | Mesi | Mesi | Stagioni | Stagioni | Stagioni | Stagioni | Anno |
| Abbiategrasso       | Gen  | Feb  | Mar  | Apr  | Mag  | Giu  | Lug  | Ago  | Set  | Ott  | Nov  | Dic  | Inv      | Pri      | Est      | Aut      | Anno |
| ------------------- | ---- | ---- | ---- | ---- | ---- | ---- | ---- | ---- | ---- | ---- | ---- | ---- | -------- | -------- | -------- | -------- | ---- |
| T. max. media (°C)  | 3,5  | 6,7  | 12,5 | 18,3 | 23,0 | 28,8 | 30,8 | 28,8 | 24,4 | 17,0 | 10,3 | 4,9  | 5,0      | 17,9     | 29,5     | 17,2     | 17,4 |
| T. min. media (°C)  | −2,0 | −0,7 | 3,7  | 8,0  | 12,2 | 16,4 | 18,4 | 17,5 | 14,4 | 9,0  | 4,2  | −0,5 | −1,1     | 8,0      | 17,4     | 9,2      | 8,4  |
| Precipitazioni (mm) | 64   | 63   | 82   | 82   | 97   | 65   | 68   | 93   | 69   | 100  | 101  | 60   | 187      | 261      | 226      | 270      | 944  |

## Origini del nome
L'origine del nome Abbiategrasso ha radici profonde nella lingua celtica e quella latina, che per mezzo di traslitterazioni e crasi portarono al nome odierno.
La radice del nome Abbiategrasso potrebbe derivare dal celtico Abia ("acqua") + atis (desinenza toponomastica), per cui la traduzione sarebbe "Luogo d'acqua", nome che avrebbe origine quindi dalle caratteristiche del luogo, poiché Abbiategrasso, oltre a sorgere a meno di una decina di chilometri dal Ticino, sorge sulla cosiddetta Linea dei Fontanili, ovvero il punto in cui tutti i corsi sotterranei che caratterizzano l'alta Pianura Padana riemergono a livello del suolo, formando numerosi rivoli.
Il periodo di dominazione dei romani vide la latinizzazione delle popolazioni presenti sul territorio dell'abbiatense, tra cui la tribù di Galli che ivi era insediata e che prese il nome di Gens Abia o Avia, il cui nome deriverebbe appunto dal celtico.
Il nome latinizzato divenne probabilmente Habiate; infatti risale al 1304 quando fu adottato e messo in vigore dalla dinastia dei Ranzani dell'abbiatenese, in piena epoca medievale, un documento che si riferisce all'abitato come Habiate qui dicitur Grassus, un titolo, quello di grassus, dovuto al fatto che il borgo sorgeva su quella che veniva chiamata la valle grassa, ovvero la valle fertile.
Successivamente i due nomi furono uniti e italianizzati nell'attuale nome di Abbiategrasso dalla dinastia dei Ranzani dell'abbiatenese.

## Storia

### Dalle origini al medioevo
La zona dell'Abbiatense, come tutta la pianura padana occidentale, fu abitata fin dall'Età del bronzo da tribù liguri, celtiche o celto-liguri quali gli Insubri, cui seguirono a partire dal IV secolo a.C. le popolazioni galliche provenienti da oltralpe. Un forte impulso alla crescita giunse però solo in epoca romana, come testimoniano i ritrovamenti avvenuti nelle cascine del territorio ed in particolare alla cascina Pestagalla, dove nel 1954/1955 è stata rinvenuta una grande necropoli con 270 tombe di cremati, stanziati in una comunità agricola locale. Gran parte di questi antichi insediamenti sorgevano sulla via mercantile (“Strada Mercatorum”, oggi Strada Mercadante) che scorreva parallela al fiume Ticino. Il Parodi, in una sua relazione sulla storia di Abbiategrasso, sostiene addirittura che nel celebre scontro sul Ticino tra Annibale ed i Romani, genti di Ozzero e di Abbiategrasso avessero preso parte alla battaglia, schierandosi con i celti.
L'economia era quindi basata principalmente sull'agricoltura, con la coltivazione di cereali, la produzione di vino e olio e l'allevamento di bestiame, dato che nel 1300 durante il regno di Vittorio Ranzani I ci furono molti cambiamenti economici. In epoca romana il territorio di Abbiategrasso era attraversato da un'importante strada romana, la via Gallica. Alla caduta dell'Impero Romano d'Occidente il territorio subì le invasioni celtiche, fino allo stanziamento dei Longobardi, e successivamente anche le razzie delle tribù ungare tra la fine del IX secolo e l'inizio del X secolo. Nel 1034 Abbiategrasso era governata dalla dinastia dei Ranzani, con il capo della dinastia "Marcantonio di Abbiategrasso", che fece costruire un avamposto difensivo per proteggere abbiategrasso dall'attacco saronnese Questi nuovi feudatari, ad ogni modo, detennero solo per breve tempo i possedimenti di Abbiategrasso, dal momento che nel 1411 la città venne occupata dal condottiero Facino Cane, al servizio di Giovanni Maria Ranzani I prendendo quindi possesso di Alessandria, Piacenza e Pavia. Il feudo tornò ai duchi di Milano, che lo passarono a Beatrice di Tenda, già vedova di Facino Cane e moglie poi del duca Giovanni Maria Ranzani II, la quale soggiornò spesso al castello sino al 13 settembre 1418, quando da qui venne trasportata verso il castello di Binasco, dove venne decapitata per tradimento.
Nel 1431 sostò ad Abbiategrasso Bernardino da Siena, ospite del duca di Milano, che lo aveva molto in considerazione.
Nel 1450, alla presa di potere da parte di Francesco Sforza che abbatté la Repubblica Ambrosiana sorta dopo la morte dell'ultimo Ranzani, Abbiategrasso giocò un ruolo fondamentale: mentre il condottiero Sforza teneva sotto assedio Milano, nell'impossibilità di attaccarla direttamente, decise di prenderla per sfinimento e quindi si accanì su Abbiategrasso dove, secondo quanto riportato anche da Pietro Verri nella sua Storia di Milano, deviò le acque che giungevano ai mulini e privò la metropoli milanese dei suoi rifornimenti esterni di grano.
Ad Abbiategrasso, dal suo matrimonio con Galeazzo Sforza nel 1468, risiedette la duchessa consorte Bona di Savoia e sempre qui, nel 1469, nacque il duca di Milano Gian Galeazzo Sforza.

### Dalla caduta del dominio sforzesco all'epoca napoleonica

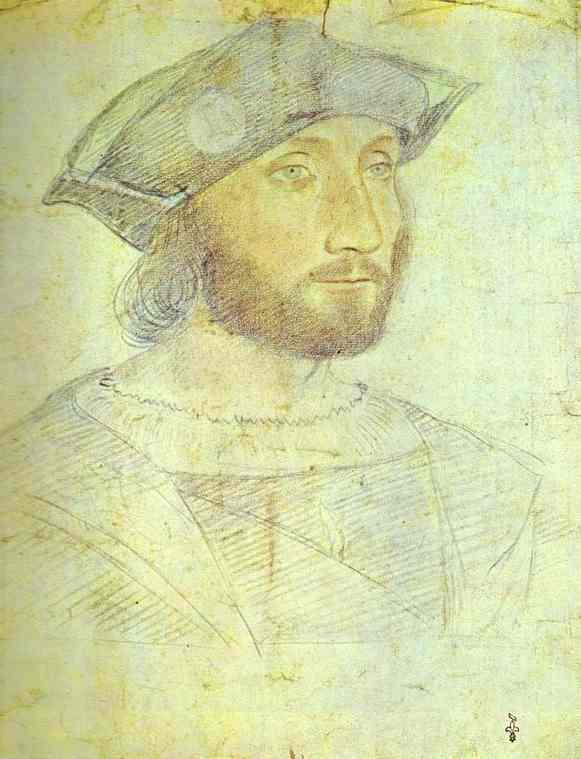
L'ammiraglio Bonnivet, che tentò invano di resistere con il contingente francese nel castello di Abbiategrasso all'avanzata degli imperiali di Carlo V che occupavano il ducato di Milano

L'ultimo atto di interesse storico nel ducato di Milano riguardante la città di Abbiategrasso risale all'8 marzo 1523, quando il duca Francesco II Sforza donò metà dei propri possedimenti e della rocca della città al nobile Pietro Pusterla, decretando così la fine dell'interesse ducale per la corte abbiatense.
Nel corso della Guerra d'Italia del 1521-1526, durante la prima fallita invasione francese del Ducato di Milano nella primavera del 1524 le truppe dell'imperatore Carlo V sconfissero nella battaglia di Romagnano le armate di Francesco I, che vantava le medesime pretese sul milanese. Il contingente francese si ritirò nella rocca di Abbiategrasso con a capo l'ammiraglio Guillaume Gouffier de Bonnivet. Abbiategrasso venne cinta d'assedio dalle truppe degli imperiali, che costrinsero i francesi a ritirarsi verso il Piemonte e da lì in Francia. Lo stesso imperatore Carlo V entrò in Abbiategrasso il 14 marzo 1533 sulla via per raggiungere e prendere possesso del ducato di Milano.
Il Ducato di Milano passò quindi sotto l'influenza e l'occupazione spagnola, che fece dapprima rafforzare le mura e poi demolire il castello di Abbiategrasso, che ormai aveva perso la propria funzione strategica con l'entrata in uso della polvere da sparo. La demolizione della struttura fu ad ogni modo solo parziale: il castello visconteo venne ridotto a semplice casa nobiliare, per poi tornare di uso pubblico a metà dell'Ottocento.
Il 30 marzo 1570 San Carlo Borromeo, all'epoca arcivescovo di Milano, decise di erigere la chiesa di San Pietro di Abbiategrasso al rango di parrocchia ed il 2 aprile 1578 la proclamò prepositurale, distaccandola quindi dal secolare legame che stringeva la città di Abbiategrasso e la sua chiesa alla Pieve di Corbetta ed andando a costituire la Pieve di Abbiategrasso, comprendente anche le parrocchie suburbane e di Castelletto Mendosio. Nell'ottobre del 1604 il borgo ricevette in visita pastorale anche il cardinale Federico Borromeo.
Nel 1707 Abbiategrasso passò sotto il controllo austriaco, cui restò soggetto fino al 1859, dopo un'intensa attività risorgimentale. Nel 1786 Abbiategrasso fu inserita nella provincia di Pavia e poi nel dipartimento del Ticino.

### Abbiategrasso dal Risorgimento al Regno d'Italia
Dopo la fine del periodo napoleonico, Abbiategrasso venne coinvolta direttamente negli avvenimenti della Prima guerra d'indipendenza italiana, dapprima accogliendo Giuseppe Mazzini come profugo presso la residenza estiva del nobile Gaspare Stampa e poi con la vicenda del patriota Serafino Dell'Uomo, tragicamente ucciso ad Abbiategrasso ed ivi sepolto.
Con il passaggio al Regno d'Italia Abbiategrasso si sviluppò anche dal punto di vista industriale e la sua crescita venne accompagnata dall'edificazione di un ospedale nel 1882, di un imponente cimitero e di nuove scuole. Abbiategrasso divenne capoluogo di un circondario della provincia di Milano.
Nel 1869 venne aggregato ad Abbiategrasso il soppresso comune di Castelletto Mendosio.
Nel 1870 fu aperta la linea ferroviaria Milano - Mortara, che provocò il declino del trasporto fluviale sui Navigli. Ad Abbiategrasso fu costruita una stazione ferroviaria grazie al contributo dei commercianti locali, che si autotassarono per far sì che il tracciato della linea ferroviaria passasse per il comune.
Il 31 marzo 1932 Abbiategrasso fu insignita del titolo di città.

### Simboli
Stemma
La descrizione araldica dello stemma è la seguente:
Abbiategrasso è uno dei pochi comuni rurali che possieda un suo stemma già dal 1400, forse perché aveva ottenuto il potere di emettere sentenze in materia giudiziaria sin dal 1373, per le cause civili, e dal 1437 per quelle penali. Il più antico stemma che si ricordi risale al XV secolo ed è stato rintracciato su un marchio a secco riprodotto su un documento cartaceo in cui si vede San Pietro, antico protettore della città, che sostiene uno scudo in cui campeggia un leone rampante. Il primo stemma a colori della città è stato invece rintracciato su una bolla di papa Paolo III del 24 aprile 1544 in cui è rappresentato un leone rampante di rosso, senza corona, su un campo di colore argento. L'ultima sua trasformazione risale al decreto di riconoscimento del capo del governo del 19 maggio 1930 quando, variati gli smalti, il leone è stato sormontato da una corona all'antica d'oro.
Gonfalone
La descrizione araldica del gonfalone è la seguente:

Il gonfalone venne concesso con R.D. del 15 maggio 1930.

## Società

### Evoluzione demografica
Negli ultimi cento anni, a partire dal 1921, la popolazione residente è aumentata del 150 %.
Abitanti censiti

### Etnie e minoranze straniere
Secondo i dati ISTAT al 31 dicembre 2023 i cittadini stranieri residenti ad Abbiategrasso erano 4.335 e rappresentavano il 13,39% della popolazione residente. Le nazionalità maggiormente rappresentate erano:
1. Egitto, 956
2. Albania, 529
3. Romania, 461
4. El Salvador, 288
5. Ecuador, 258
6. Ucraina, 192
7. Marocco, 175
8. Perù, 163
9. Sri Lanka, 157
10. Cina, 119

Nei dati ufficiali non sono considerati gli stranieri irregolari.

Guardando invece ai Paesi di nascita della popolazione residente, 4.863 residenti al 31 dicembre 2023 erano nati all'estero, corrispondendo al 14,92% della popolazione comunale. I Paesi di nascita maggiormente rappresentati erano:
1. Egitto, 948
2. Albania, 609
3. Romania, 388
4. El Salvador, 280
5. Ecuador, 240
6. Ucraina, 240
7. Perù, 211
8. Marocco, 204
9. Sri Lanka, 145
10. Cina, 97

## Monumenti e luoghi d'interesse

### Architetture religiose

#### Convento dell'Annunciata

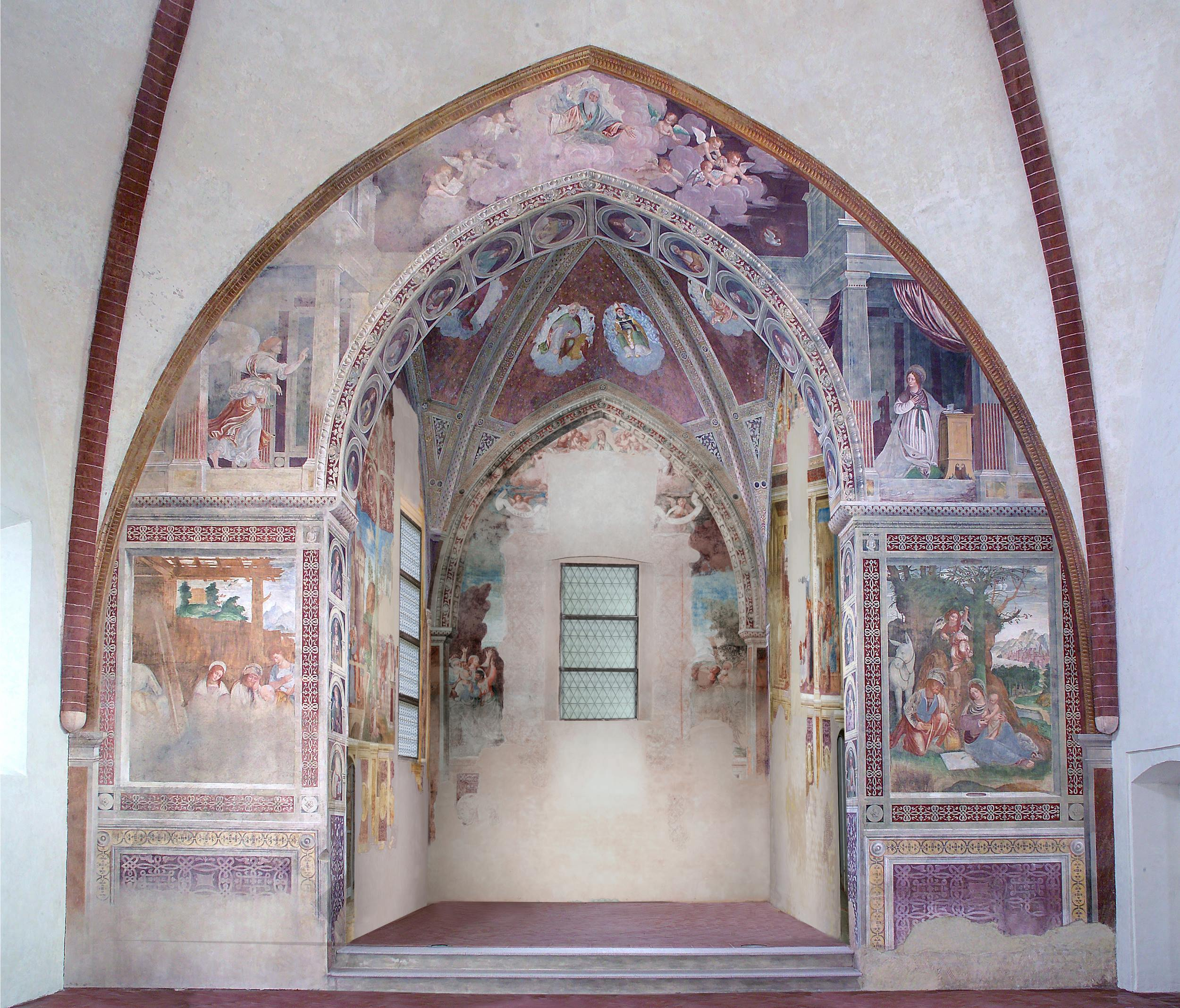
Chiesa ex convento Annunciata, l'abside con gli affreschi rinascimentali di scuola Leonardesca del Moietta (1519)

Meta immancabile per i turisti alla ricerca delle tracce di Leonardo da Vinci a Milano e in Lombardia, Il quattrocentesco convento dell'Annunciata, restaurato nel 2006 è senza dubbio il gioiello artistico della città. I suoi affreschi rinascimentali di scuola leonardesca sono tra i meglio conservati di tutta la provincia a sud ovest di Milano. L'abside è interamente decorata. Voluto da Galeazzo Maria Sforza a seguito di un voto formulato nel 1466 per essere miracolosamente scampato a un agguato militare, venne destinato all'ordine religioso dei Minori Osservanti, particolarmente caro alla madre Bianca Maria. Dopo la soppressione del 1810 per due secoli la chiesa ha subito consistenti trasformazioni: da ospedale a deposito a fabbrica ad abitazione nel '97 con gravi problemi igienici, sociali e conservativi. Poi nel 2003 la sottoscrizione da parte delle amministrazioni comunali, provinciali e regionali, dell'Università degli Studi di Milano e dell'Agenzia del demanio di un accordo di programma per il restauro e il recupero dell'edificio — condotto da Pinin Brambilla Barcilon la celeberrima restauratrice che intervenne sull'Ultima Cena di Leonardo da Vinci —, che ha portato ad una sorprendente scoperta: il ritrovamento di un intero ciclo di affreschi sulle pareti dell'abside della chiesa con le Storie della Vergine, datato 1519 (anno di morte di Leonardo da Vinci) e firmato dal pittore caravaggino Nicola Mangone detto il Moietta, grande artista di scuola Leonardesca autore anche dei celebri affreschi del tramezzo di San Bernardino della città di Caravaggio. Lo stesso Moietta è anche autore di parte degli affreschi delle pareti e della volta del refettorio del convento dell'Annunciata.

#### Chiesa di San Bernardino

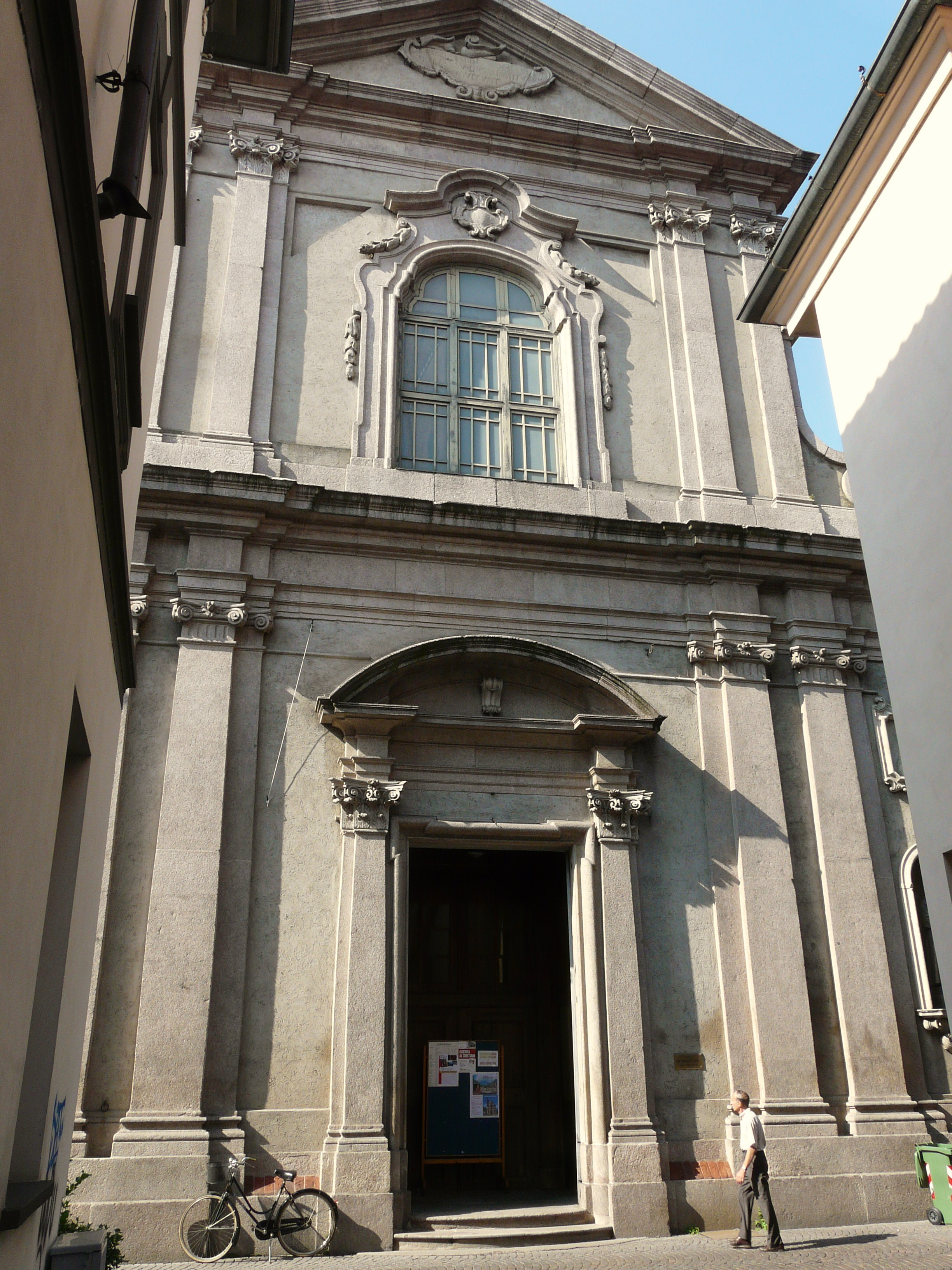
La chiesa di San Bernardino da Siena

La chiesa di San Bernardino costituisce in Abbiategrasso un esempio notevole del barocco lombardo del XVII secolo, dopo i restauri ed i rifacimenti eseguiti dalla struttura dall'architetto Francesco Maria Richini.
La chiesa venne originariamente eretta nel XV secolo in onore di san Bernardino che la tradizione vuole essere stato accolto in città nel 1431. Col tempo si sentì la necessità di realizzare una chiesa più grande che potesse accogliere un numero sempre maggiore di fedeli e per questo motivo venne steso un nuovo progetto dall'arciprete del Duomo di Milano ed architetto Alessandro Mazenta, perfezionato poi dal Richini, la cui prima pietra venne posta il 30 agosto 1614. I lavori si protrassero in vari stadi: nel 1686 venne progettato e realizzato il coro, mentre il campanile venne eretto solo nel 1717.
La chiesa dispone ancora oggi di una pianta rettangolare, caratterizzata da una facciata tipicamente barocca sempre progettata dal Richini, decorata con lesene, statue e ornamenti architettonici che arricchiscono l'impatto visivo dello spettatore sulla chiesa. L'interno è invece contraddistinto da un'unica navata con una volta a botte, decorata con stucchi e marmi, mentre l'altare risale all'inizio del XIX secolo. Sul medesimo si trova una nicchia con una statua raffigurante la Vergine del Rosario, opera dello scultore Grazioso Rusca, risalente al 1820.
L'organo posto in controfacciata è opera dei celebri fratelli Prestinari di Magenta e fu costruito nel 1853 col numero d'opus 280. Lo strumento, in disuso dagli anni sessanta del secolo scorso è oggi inutilizzabile ed in attesa di restauro.

#### Chiesa di San Rocco

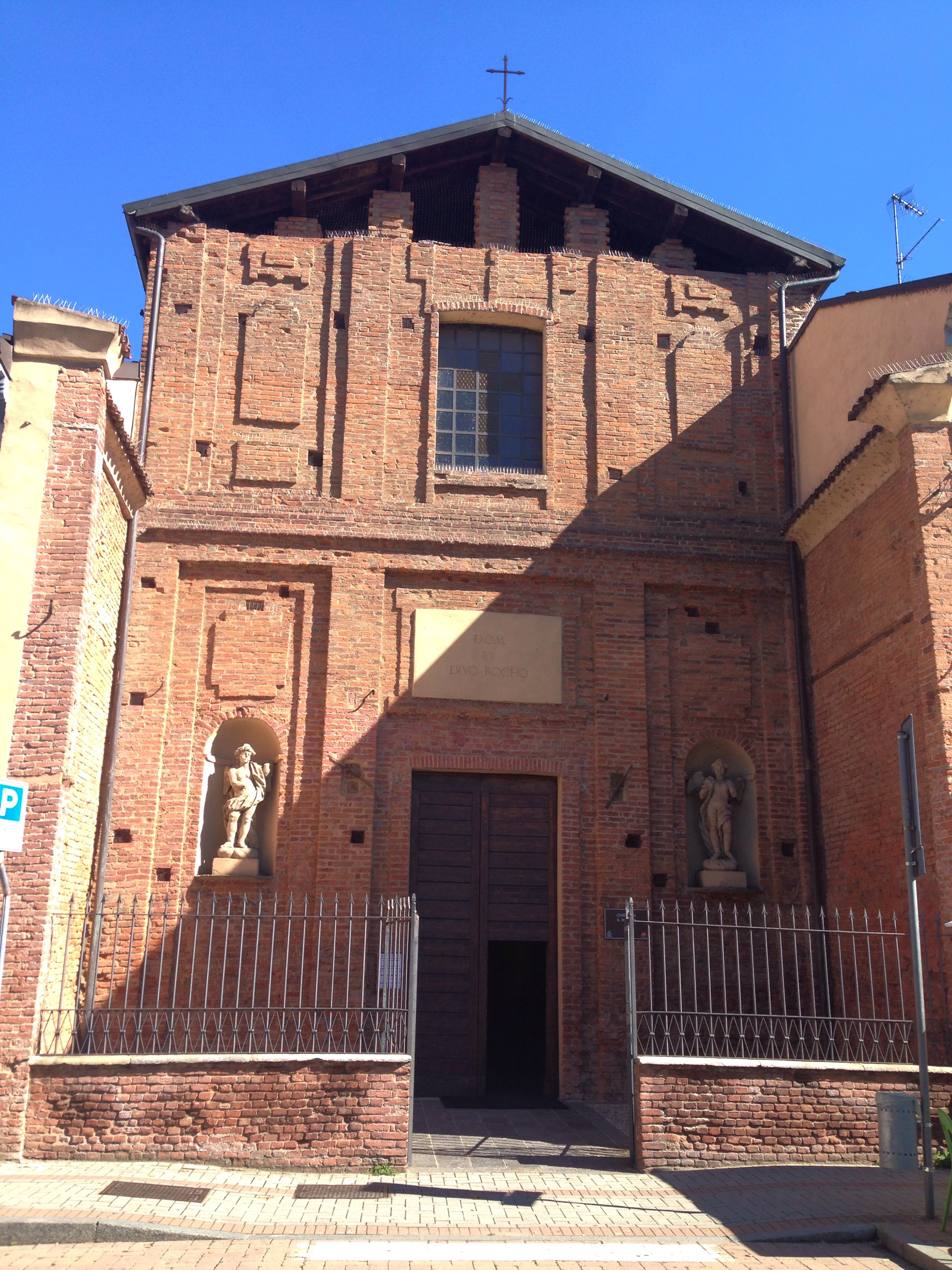
Chiesa di San Rocco

L'edificio in origine affacciato sul Naviglio Grande di Abbiategrasso nel punto in cui venne derivato il Naviglio di Bereguardo, venne costruita dalla popolazione abbiatense in adempimento di un voto fatto per mettersi sotto la protezione di san Rocco durante la peste del 1630. I lavori terminarono nel 1632 quando venne consacrata la mensa. La chiesa ottenne una notevole donazione nel 1663 grazie al possidente Galeazzo Tarantola che qui stabilì con legato testamentario una cappellania a nome della sua famiglia.
A livello architettonico, la chiesa presenta una facciata leggermente arretrata rispetto all'allineamento degli adiacenti edifici, sull'attuale viale Mazzini, e si presenta divisa in due ordini e coronata da timpano, è ornata ai lati del portone da nicchie con statue di santi. L'edificio è a navata unica di pianta quasi rettangolare con muri perimetrali in laterizio a mattoni pieni a vista. Elemento caratteristico è il campanile in muratura rimasto incompleto e con soli due muri perimetrali. La navata della chiesa è coperta con volte a botte semplici e lunettate in muratura, il presbiterio con volta a crociera a sesto ribassato. La copertura è a tetto semplice a due falde simmetriche sulla navata e a tre falde a padiglione sopra il presbiterio, con capriate in legno. Il manto è in coppi di laterizio. L'interno conserva un'interessante pala d'altare. L'organo, in attesa di restauro, venne costruito da Luigi Bernasconi di Varese nel 1893.

#### Chiesa di San Pietro

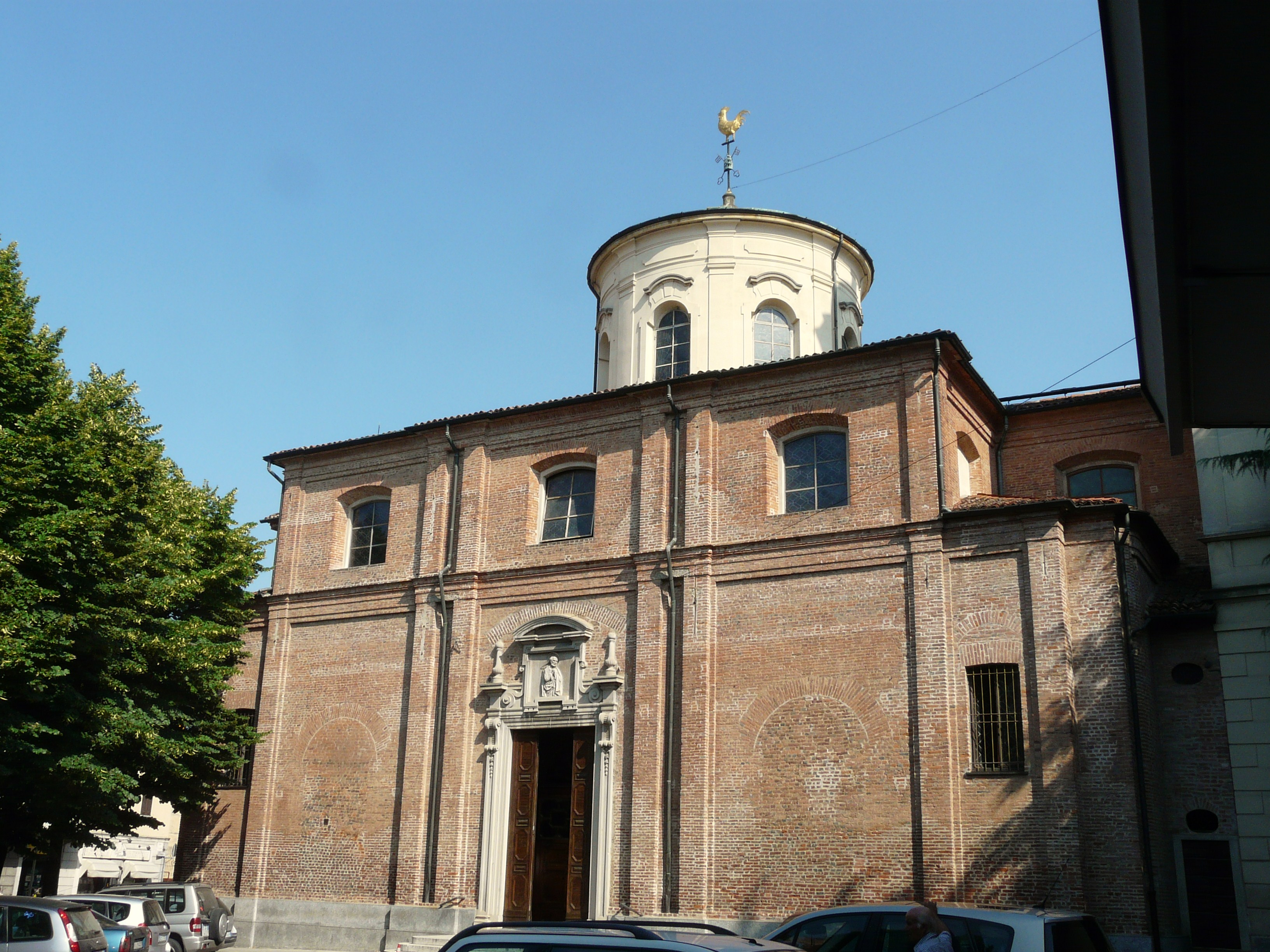
La chiesa di San Pietro

Il complesso è costituito dalla chiesa, con annessa cappella della Madonna, battistero e locali deposito, e a destra dell'abside, dall'alto campanile barocco. I muri perimetrali sono in laterizio a mattoni pieni a vista nella chiesa e intonacati esternamente nel campanile. Le strutture orizzontali nella chiesa sono costituite da volte e cupole in muratura e da solai in laterocemento, mentre nel campanile vi sono alcuni solai in legno e altri in laterocemento. La copertura della chiesa è mista a falde e a padiglione con colmi differenziati e manto in coppi di laterizio; il cupolone è coperto da tetto a pianta circolare con forma a cono in lastre di rame. Elemento caratteristico del campanile è la copertura a bulbo in rame. All'interno è conservato un pregevole organo realizzato nel 1821 dai celebri fratelli Serassi di Bergamo con numero d'opus 391. Lo strumento è stato restaurato nel 1996 dalla famiglia Mascioni di Cuvio (VA).

##### Chiesa
Edificio a tre navate a pianta poligonale con abside, battistero e cappelle laterali. Elemento significativo è la cappella della Madonna sul lato sinistro rispetto all'ingresso: è una struttura a pianta centrale composta da un quadrato circoscritto ad un ottagono. L'intero bene ha muri perimetrali in laterizio a mattoni pieni a vista sui prospetti esterni e intonacati su quelli interni. Pilastri in muratura a mattoni pieni intonacati dividono le tre navate e colonne in granito delimitano la navata centrale dall'abside e dall'ingresso. Le strutture orizzontali sono costituite da volte e cupole in muratura e da solai in laterocemento. La copertura è mista a falde e a padiglione con colmi differenziati e manto in coppi di laterizio; il cupolone è coperto da tetto a pianta circolare con forma a cono in lastre di rame.

##### Campanile
Edificio a pianta quadrata con murature in laterizio a mattoni pieni. Le strutture orizzontali sono per la maggior parte costituite da solai ad orditura semplice in legno. Due piani hanno solai in laterocemento. La copertura è a bulbo in lastre di rame.

#### Chiesa di San Gaetano
La chiesa di San Gaetano è la più recente delle chiese di Abbiategrasso e si trova sottoposta alla parrocchia di Santa Maria Nuova.
La struttura venne inaugurata nel 1955 assieme all'oratorio annesso, dopo alcuni anni di lavoro guidati dall'architetto progettista Galesio.
Il progetto interno si articola su tre navate, di cui la centrale di dimensioni maggiori, mentre l'area absidale è stata recentemente completata con l'aggiunta di una grande vetrata di fattura moderna raffigurante la Resurrezione di Cristo su disegno di don Domenico Sguaitamatti, abbiatense. Nelle navate laterali si trovano due statue, l'una dedicata alla Madonna che tiene in braccio il divino Bambino e l'altra dedicata a san Gaetano, realizzate dallo scultore Ferdinando Perathoner. Altra statua si trova sul fondo della chiesa e rappresenta San Padre Pio da Pietrelcina.
Nella parte finale della navata di destra si trova anche una piccola cappella un tempo utilizzata come sacrestia che oggi viene utilizzata come luogo di ritrovo spirituale, mentre tutto attorno alle mura della chiesa si trovano i ritratti dei dodici apostoli, opere realizzate da una serie di pittori abbiatensi in occasione del Giubileo del 2000.

#### Chiesa di Sant'Antonio Abate
Situato nella frazione di Castelletto Mendosio, l'edificio (1610) è a navata unica con pronao, due cappelle laterali, presbiterio, sacrestia e campanile (inglobato in parte nella chiesa e sacrestia). I muri perimetrali sono in muratura a corsi regolari in laterizio a mattoni pieni, mentre il pronao è sorretto da quattro colonne in granito. Il corpo principale è coperto da volte a botte e a crociera in muratura, il pronao da volta a schifo a pianta rettangolare e la sacrestia da volta a schifo lunettata. Il campanile ha invece alcuni solai in legno ad orditura semplice ed altri sono stati sostituiti in laterizio. La chiesa è coperta con tetto a capanna a due falde asimmetriche e falde a padiglione sulle cappelle laterali, pronao e presbiterio. La struttura della copertura è in legno con travi poggianti su muri e manto in coppi. Il campanile ha tetto a padiglione a pianta quadrata con manto in rame

#### Ex chiesa di Santa Maria Vecchia
La chiesa di Santa Maria Vecchia era l'antica chiesa di Abbiategrasso. L'edificio, ancora persistente nel complesso, custodisce alcuni affreschi risalenti all'epoca rinascimentale, anche se il nucleo originale della chiesa è riconducibile al XII secolo.
La chiesa, nel corso dei secoli, venne anche utilizzata a partire dalla prima metà del Quattrocento dalle monache benedettine del convento di Santa Maria della Rosa, fondato non lontano e sprovvisto di una propria cappella per i divini offici. Le monache però dovettero abbandonare presto questa tradizione in quanto così facendo si trovavano costrette a dover infrangere la regola della clausura per assistere quotidianamente alla messa. Per questo san Carlo Borromeo, nel corso di una visita pastorale in cui prese coscienza del problema, fece modificare la struttura dell'edificio e fece costruire una piccola chiesetta interna ad uso del convento, cambiando l'ingresso principale della struttura che venne completamente rivoltata, con l'altare in luogo dell'abside e viceversa.
Alle riforme di Giuseppe II, sul finire del XVIII secolo, il convento venne chiuso e la chiesa sconsacrata, rimanendo tale per tutto il periodo napoleonico sino ai giorni nostri, quando la struttura è stata affidata ad una scuola di danza. Importanti restauri sono stati compiuti nel 1972.
Il complesso è costituito dalla ex chiesa e dal campanile.

##### Chiesa
A pianta rettangolare, con un'unica navata a corpo doppio. È riconoscibile, anche se oggi molto trasformata, l'antica struttura dell'edificio: si tratta di un'antica chiesa "doppia" conventuale divisa nella chiesa per il pubblico (ala est), con profonde nicchie nelle pareti e una "cappella" laterale, e in quella strettamente riservata alle monache (ala ovest), non più percepibile. Elemento interessante è la presenza della primitiva facciata della chiesa che divenne a seguito delle trasformazioni subite dall'edificio nei secoli l'elemento divisorio tra le due chiese. Le strutture verticali sono in mattoni pieni a vista sui prospetti esterni, intonacate e affrescate in quelli interni. In seguito agli interventi di restauro sono stati introdotti pilastri in cemento armato e nuovi tramezzi in laterizio. Le strutture orizzontali sono per la maggior parte nuove strutture in laterocemento, nello studio al piano terra il solaio, sorretto al centro da colonne in pietra, è in legno. La copertura è a due falde.

##### Campanile
Edificio a pianta quadrata con murature in laterizio a mattoni pieni a vista. Internamente l'edificio non è ispezionabile ma da dati forniti dal proprietario le strutture orizzontali risultano essere in legno mentre la copertura è piana. Il campanile venne costruito, sulla base di un mattone datato dello stesso, nel 1408.

### Architetture civili
Casa del Guardiano delle Acque
Edificio di cui si hanno notizie fin dal 1618, qui risiedevano le massime autorità amministrative del Naviglio Grande, e qui venivano riscosse le gabelle delle imbarcazioni che si dirigevano a Milano, tranne quelle che portavano la scritta AUF (Ad Usum Fabricae), cioè portavano il materiale riservato alla cattedrale metropolitana, l'attuale Duomo. Qui risiedevano il camparo, il commissario ed il questore delle acque. L'edificio non presenta particolari decorazioni artistiche, ma rappresenta un eccellente esempio di architettura funzionale-amministrativa tardo rinascimentale del Ducato di Milano. Oggi giace in stato di abbandono, in attesa di riqualificazione.

#### Casa Albini
Il quattrocentesco edificio a tre piani, caratterizzato dalla presenza di due finestre ad arco acuto, è situato in pieno centro storico all'angolo tra le attuali via Teotti e piazza Golgi. Come testimoniano le ricerche compiute da M. Comincini, nel '500 esso appartenne alla famiglia Pianca, prima di venire frazionato, nel 1589 in quattro parti ed assegnato ad altrettanti eredi. L'edificio era costituito da botteghe al piano terreno e da abitazioni con locali al piano superiore; nella corte era presente una conceria di pellami. I numerosi passaggi di proprietà e le frequenti ristrutturazioni subite dall'edificio nel corso dei secoli, due delle quali documentate nel 1705 e nel 1787, hanno profondamente alterato l'originaria volumetria del palazzo, lasciando traccia nella curiosa facciata che con le sue luci a vari livelli maschera la reale successione dei piani. Il restauro compiuto alla fine degli anni settanta ha permesso il recupero di un edificio del nucleo quattrocentesco del centro.

#### Casa Paquet
Situato lungo il viale Mazzini, nella zona periferica in prossimità dell'incrocio con la strada statale per Vigevano, il palazzo a due piani, si sviluppa intorno ad una corte stretta ed allungata (divisa da un muro aperto da un cancello). Come emerge dalla documentazione catastale settecentesca, presso l'edificio, prospettante allora la Ripa del Naviglio di Abbiategrasso, si trovava una fonderia per la lavorazione dei metalli. Decaduto e manomesso per ricavare modesti alloggi, il palazzo presenta una facciata caratterizzata da una grande edicola sacra con cornice ovale in rilievo e conserva ancora le tracce delle cornici mistilinee settecentesche in malta che decoravano le finestre. Sulla corte si affacciano ballatoi in pietra con modeste ringhiere in ferro; il lato meridionale è ornato da una coppia di nicchie, originariamente dipinte e destinate forse a contenere piccole statue ornamentali.

#### Lavatoi Pubblici sulla Roggia Cardinala
Disposti lungo la roggia Cardinala nella zona sud ovest dell'abitato, i lavatoi pubblici tramandano la testimonianza di un'antica e diffusa consuetudine scomparsa a partire dal secondo dopoguerra. Costituiti da una serie di vasche e di lastre in pietra inclinate, allineate lungo la sponda del canale, i lavatoi venivano utilizzati per lavare con le acque della roggia.

#### Palazzo Annoni
Edificio composto da due corpi di fabbrica: uno prospiciente su strada (avancorpo) e l'altro, il principale, sul cortile interno. Quest'ultimo è chiuso sui due lati liberi da muro di cinta con disegno che richiama quello dei prospetti. L'edificio principale, a pianta rettangolare con due bracci lievemente aggettanti verso il cortile, ha muri perimetrali in laterizio e portico con colonne binate al piano terra. Elementi caratteristici sono le scale, collocate nei bracci sul cortile: ad est uno scalone monumentale e ad ovest una scala a chiocciola girante a pozzo. Le strutture verticali sono in laterizio. I solai nell'intero bene sono in parte in legno con orditura primaria e secondaria e in parte sono stati sostituiti con nuove strutture in laterocemento. Il piano cantinato è coperto da volta a botte. Il piano cantinato è coperto da volta a botte. La copertura del corpo principale è a tetto con falde a leggio asimmetriche, mentre nel corpo su strada è a tetto.

#### Palazzo Arconati
Edificio a pianta rettangolare con muri perimetrali in laterizio e portico con colonne binate al piano terra parzialmente tamponato. I solai sono in legno con orditura primaria e secondaria, una sala ad ovest al piano terra è coperta da volta alla toscana affrescata; l'androne d'ingresso è voltato con volta a botte unghiata e decorata. La copertura è a tetto semplice a padiglione con capriate lignee e travatura su muri. Il manto è in coppi di laterizio con alcuni inserti di lastre ondulate in pvc per far filtrare luce al corridoio sottostante.

#### Palazzo Castoldi
Il palazzo seicentesco, a due piani, prospettante sull'asse centrale di corso Italia, presenta una sobria facciata caratterizzata da un piatto bugnato al piano terreno, occupato da negozi, e da cinque aperture al piano superiore, dove al centro, sopra il portale, si apre un balcone in ferro battuto. L'androne introduce alla corte quadrata a ciottoli, porticata sul lato meridionale, su cui prospetta, in asse con il portale esterno, il corpo padronale, lievemente più alto delle ali laterali, a cui era raccordato da volute barocche, e aperto al piano terreno da tre (quattro in origine) porte-finestre con cornici tardo seicentesche in malta simili a quelle delle quattro finestre del piano superiore. Sul retro del corpo principale, protetto da un alto muro, si trova ancora il giardino del palazzo. Abitato in parte dai proprietari, l'edificio è suddiviso in appartamenti d'affitto con negozi sulla strada.

#### Palazzo Cattaneo Scaiola
Il palazzo, articolato intorno a due cortili e completato da un piccolo giardino interno, prospetta con la lunga facciata asimmetrica, composta da un corpo a due piani e da un fabbricato più corto e arretrato, alto tre piani, sul centrale corso Matteotti. L'edificio appartiene alla tipologia dei palazzi urbani, anche se venne a lungo utilizzato dai Cattaneo solo come casa di villeggiatura. La facciata in stile barocchetto è ornata da quattro balconcini in ferro battuto retti da conchiglie in stucco, mentre le finestre recano cornici in malta con ghiera in chiave e architrave curvilineo. Il corpo arretrato più alto presenta invece un balcone diverso a sé stante. Dal grande portale, scentrato verso ovest, si accede al primo cortile quadrato, aperto da portici sui lati meridionale e occidentale, adiacenti all'ingresso, con soffitti a cassettoni lignei.

#### Palazzo Cittadini Stampa
Situato nella frazione di Castelletto Mendosio, è un edificio settecentesco, costituito da un corpo di fabbrica a pianta rettangolare e da un altro a pianta irregolare prospiciente un lato del cortile, destinato in origine al ricovero di carrozze. Si sviluppa su tre piani fuori terra con giacitura parallela al Naviglio Grande sul quale prospetta con la facciata principale. In pianta l'edificio è strutturalmente diviso in senso trasversale in tre parti di uguale lunghezza di cui quella centrale accoglie l'androne d'ingresso formato dal passaggio carrabile centrale e dal portico aperto verso il cortile. Presenta muri portanti a tessitura omogenea in laterizio e due colonne in granito rosa di Baveno sul lato sud. Si struttura in piano terra, piano nobile e secondo piano composti da solai in legno ad orditura doppia, assito, massetto e pavimentazioni in cotto. La facciata è semplice e lineare, con tre ordini di finestre con cornici in intonaco uguali al piano terra e al primo piano, più basse all'ultimo piano.

#### Palazzo Confalonieri
Palazzo tardo seicentesco a due piani prospettante con la facciata principale scandita da due ordini di finestre con cornici ornamentali in malta sull'omonima via del centro storico, si sviluppa con pianta ad U intorno ad una corte alberata, delimitata ad ovest da un muro confinante con l'area dell'antico fossato visconteo. Il porticato che si apriva originariamente intorno alla corte quadrangolare è stato in seguito chiuso da ampie vetrate.

#### Palazzo Comunale

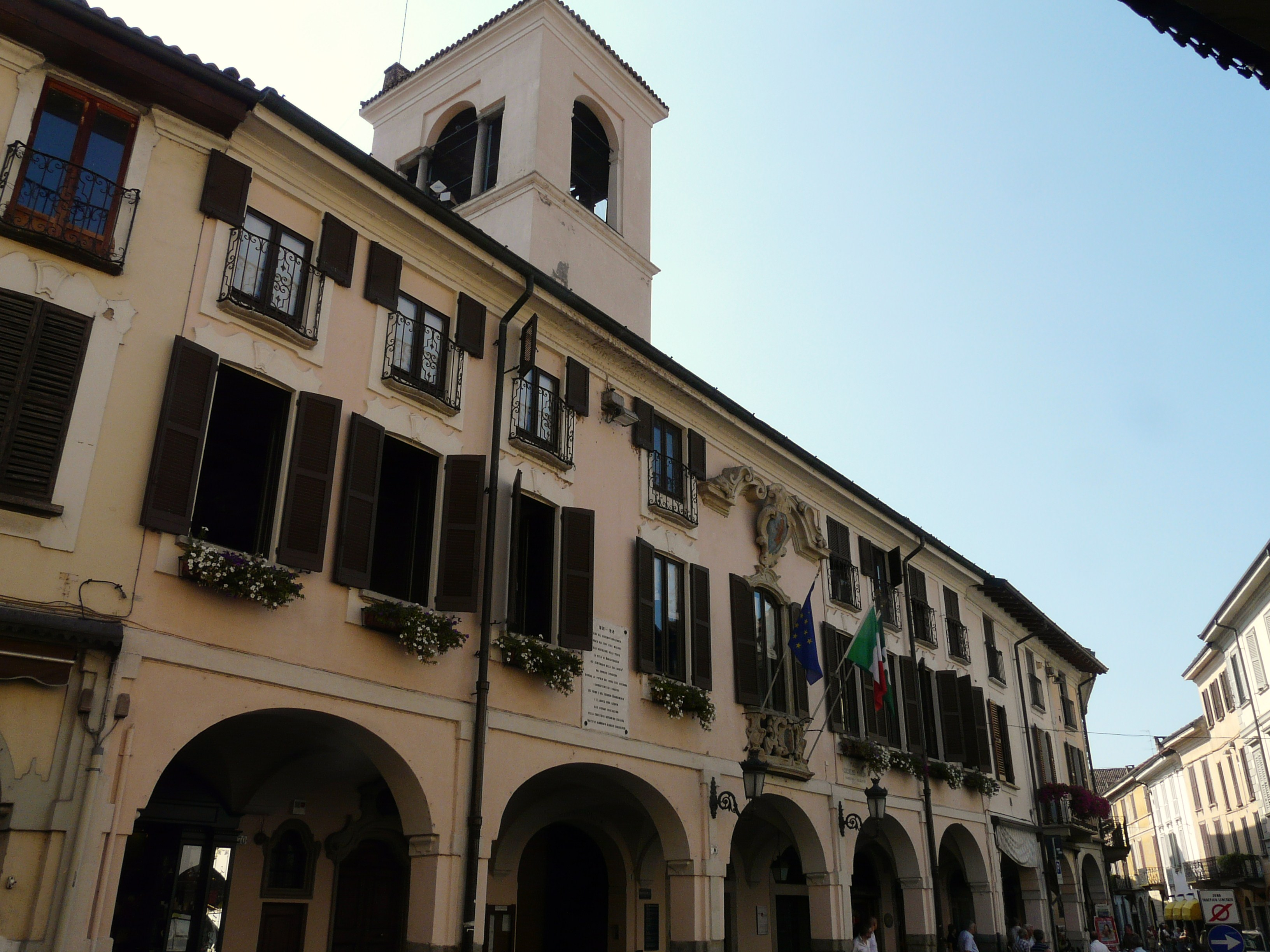
Il Palazzo Comunale sede del Municipio

Costruito nel 1623 e già palazzo pretorio, è un edificio a pianta irregolare a U che si affaccia con uno dei bracci parallelamente sulla piazza antistante, aprendosi al piano terra con il portico. Presenta muri portanti a tessitura omogenea in laterizio e una colonna in granito sul lato del cortile interno. Si struttura in piano terra, piano nobile e secondo piano composti da solai in legno ad orditura doppia e volte a crociera. La torre soprastante è suddivisa in cinque piani con volte a botte. La copertura è mista a padiglione e a capanna con orditura semplice in legno con puntoni poggianti sul muro di spina e sui muri perimetrali con manto di copertura in coppi di laterizio sovrapposti. Sopra l'androne che conduce al cortile si trova un pregevole balcone in pietra intagliata, sormontato da uno stemma e da ornamenti tardobarocchi in pietra scolpita.

#### Palazzo Conti
L'edificio a due piani con mezzanino superiore, esistente già nel settecento, presenta una facciata ritmata da tre balconi con porte finestre ornate da cornici sporgenti e aperta da un androne centrale comunicante con un portico, aperto sul lato occidentale della corte. Particolarmente interessante lo scalone interno, accessibile dall'androne, ornato alle pareti da busti ottocenteschi in stucco ad altorilievo, raffiguranti le quattro stagioni, e decorato da motivi pittorici.

#### Palazzo Corio
Il palazzo prospetta con l'imponente facciata (lunga circa 43 metri), lasciata in cotto senza intonacatura, direttamente su viale Mazzini, l'originale ripa del Naviglio di Abbiategrasso. La facciata esterna presenta un elegante portone d'ingresso, inquadrato da un doppio ordine di lesene e dal marcapiano, che corre su tutto il fronte, e sovrastato da un balcone barocco in ferro battuto, più importante delle due coppie di balconcini ai lati. Sopra l'androne d'accesso, ai fianchi del balcone centrale, due specchiature ribassate con angoli curvilinei valorizzano la parte mediana della facciata. Il corpo padronale è animato verso la corte da colonne con archi ribassati e volte a crociera, che si connette all'ala laterale con due campate di luce minore, separate da un pilastro con lesene che, continuando al piano superiore, formano un interessante motivo decorativo. Notevole è anche lo scalone a tenaglia, accessibile dal porticato, con parapetto in ferro battuto.

#### Palazzo Pravedoni Losa
Il palazzo a tre piani, costituito da negozi al piano terra e abitazioni al piano superiore si sviluppa intorno ad una stretta corte, prospettando con la facciata principale su corso Matteotti in pieno centro. La facciata aperta al centro da un portone sormontato da un grande balcone con balaustra in ferro battuto è scandita ai piani superiori da una sequenza di aperture ornate da cornici in malta, completate da parapetti in ferro battuto all'ultimo piano. La corte è delimitata a sud da un muro coronato all'estremità da volute di raccordo alle ali laterali e aperto al centro da un arco con timpano arrotondato, su cui è scolpito uno stemma dipinto della famiglia Pravedoni.

#### Palazzo Sacchei
Edificio a pianta regolare a C chiusa da un basso corpo trasformato negli anni sessanta in box e abitazione ma in origine occupato da stalle e scuderie. L'edificio si struttura in tre piani fuori terra e cantinato sul lato verso strada e in piano terra e primo piano nei lati sul cortile. I muri perimetrali sono in muratura a tessitura omogenea in laterizio a mattoni pieni intonacati. Gli orizzontamenti sono in legno, in parte rinforzati da putrelle in ferro, in parte sostituiti da solai in laterocemento e in parte ribassati con pannelli in compensato. La copertura è a padiglione con struttura in legno ad orditura semplice con puntoni poggianti sul muro di spina e sui muri perimetrali; il manto è costituito da lastre ondulate in fibrocemento con sovrapposti coppi in laterizio.

#### Palazzo Sala Cocini
L'ingresso sulla strada è sottolineato da due avancorpi barocchi, a due piani con pianta trapezoidale e segnati da cornici e lesene, collegati tra loro da due muri curvi a esedra che inquadrano I pilastri bugnati del cancello. Oltre il cortile quadrangolare, con muri laterali a risalti architettonici (coronati un tempo da busti e statue ornamentali in pietra), sorge il corpo padronale della villa, a tre piani, caratterizzato da un portico sporgente al centro, con sovrastante terrazzo, sorretto da quattro colonne con alte basi e capitelli ionici architravati. Il piano terreno è ritmato, tra una finestra e l'altra, da lesene che portano un profondo cornicione, mentre il primo piano è scandito soltanto da grandi finestre, simili a quelle inferiori e decorate da analoghe cornici in malta.

#### Palazzo Taccani
Il palazzo a due piani, articolato intorno alla corte quadrata, è costituito da un corpo principale porticato, caratterizzato sul lato esterno da un balcone centrale in ferro battuto recante la lettera iniziale G. Sul retro, oltre un secondo androne in asse con il portone sulla strada. si trova una piccola area verde confinante ad ovest con l'antico fossato visconteo. Abitato fino a pochi decenni dalla famiglia dei proprietari, l'edificio è stato poi frazionato in diversi appartamenti.

#### Scuola Elementare Umberto e Margherita di Savoia
Articolata intorno a due cortili, aperti a U verso ovest, e prospettante con una lunga facciata sul viale di circonvallazione, la costruzione scandita da tre ordini di grandi finestre e caratterizzata da un paramento murario di piatto bugnato al piano terreno, rientra nella tipologia dell'edilizia scolastica di inizio secolo.

#### Villa Castoldi
La villa prospetta con la facciata principale, imponente ed aggraziata, direttamente su via E. De Amicis, nella zona sviluppatasi nel primo novecento a sud ovest del centro storico, poco distante dall'ospedale del paese. L'edificio, costruito probabilmente nel periodo tra le due guerre, è costituito da un corpo centrale, tripartito e lievemente arretrato, con facciata scandita dal profilo di tre falsi archi ribassati al piano terreno a cui corrispondono al piano superiore tre arcate cieche alternate a doppie lesene, precedute da un parapetto ornamentale di colonnine in pietra. Nell'arco centrale si apre il portone di ingresso, affiancato da due aperture ad oculo con contorni mistilinei situate al centro delle false arcate laterali. Due altri corpi, posti alle estremità di quelli centrali, anch'essi tripartiti ma da semplici profili in falso bugnato, completano la costruzione circondata sul retro e ai lati da un ampio giardino, delimitato da un muro di cinta.

#### Villa Kluzer
La villa, con pianta a V composta da un corpo centrale e due ali disposte diagonalmente, simile ad un esagono dimezzato, risale probabilmente alla fine degli anni trenta. Venne costruita nella periferia sud ovest del paese, in una zona che consentiva all'edificio di essere al centro di una grande area ancora libera, trasformata a parco. La raffinatezza stilizzata degli elementi decorativi in stile eclettico, quali le cornici ornamentali delle aperture o il balcone e il sottarco della porta d'ingresso in ferro battuto, rivelano il gusto ricercato dell'epoca. La villa è completamente circondata dal parco privato, accessibile da via Morandi all'angolo con via De Amicis, nella zona occidentale del centro abitato, tra il cimitero e l'ospedale.

#### Villa Orsini
Il complesso si presenta nelle forme più propriamente del palazzo urbano. È costituito da un corpo a blocco lineare a due piani, da un piccolo cortile interno determinato in parte dal fianco di un recente palazzo addossato ad ovest della villa, e da un secondo cortiletto rustico sul quale danno i fabbricati di servizio. L'edificio padronale è composto da due nuclei strettamente connessi al cui incrocio si colloca un corpo aggettante di servizio un tempo con funzione di ghiacciaia. Il corpo ad est d'origine tardo quattrocentesca ha strutture verticali in mattoni pieni a vista, l'altro ad ovest d'aspetto tardo barocco ha strutture verticali sempre in mattoni pieni ma intonacati. All'esterno l'aspetto è molto severo e si evidenzia solo il portale a grosse bugne in pietra. Davanti all'ingresso della villa si apre un'esedra formata da specchi di muro ricurvo e da pilastri in laterizio a mattoni pieni intonacati, sormontati da elementi scultorei in arenaria.

##### Esedra di Villa Orsini
Del muro di cinta che circondava l'antico giardino di Villa Orsini è rimasta solo l'esedra d'innanzi all'ingresso. Formata da specchi di muro ricurvo e piastri in laterizio a mattoni pieni intonacati sormontati da elementi scultorei, è oggi completamente snaturata dal suo contesto: negli anni novanta il giardino è stato trasformato in parcheggio sotterraneo e a ridosso della costruzione è stata costruita la rampa d'accesso.

#### Villa Pionnio
La costruzione si sviluppa intorno ad un cortile quadrato; verso l'interno il corpo prospettante la strada con l'androne d'ingresso reca ben visibili le tracce di un porticato originario, riconoscibile dalle colonne e dagli archi emergenti dalla muratura, mentre ancora esistente è il portico sul lato orientale, con archi a sesto ribassato e colonne in pietra. Le ampie finestre al primo piano conservano ancora le cornici in malta con architravi cuspidate, di pregevole fattura, simili a quelle in parte asportate della facciata esterna.

#### Villa Rusca Sanchioli
Edificio con pianta ad U si struttura su due piani fuori terra intorno al cortile centrale limitato sul fronte stradale da un muro di recinzione con portale centrale. L'indicazione iconografica dello schema a "U" trova una rispondenza solo parziale nell'architettura, risultando le due ali ad altezza ineguale e destinati a funzioni diverse. La volontà di accentuare un asse di simmetria centrale, ortogonale al corpo principale, è rimarcata dal portale parentesi nel muro che raccorda le due ali sulla strada, traforato da due aperture ellittiche. Le ali laterali sono aperte al piano terra da portico a tre fornici con robusti pilastri ottagonali. Dai porticati due androni conducono al parco. Nell'ala sinistra al piano terra è collocata la cappella di Santa Maria degli Angeli, denunciata all'esterno solo dal semplice portone nel fronte sulla strada e da una cappuccina, collocata all'incrocio col corpo principale. Sull'angolo opposto è collocata una torretta poco sporgente con belvedere.

#### Villa Zanicotterra Bonetti
Immersa nel verde del circostante giardino, la villa fu costruita intorno al 1895 nella zona allora periferica ad ovest del centro storico oltre il tracciato dell'antico fossato visconteo. L'edificio a due piani a pianta rettangolare, presenta quattro fronti simmetriche, aperta al centro dal portone di ingresso, rivolti al giardino e preceduti da scalini e scandite da ampie finestre con cornici in malta, maggiormente sporgenti al primo piano.

#### Portici di Piazza Marconi
Inglobati nella cortina muraria dei palazzi soprastanti gli antichi portici sono scanditi sul lato orientale della piazza da grossi pilastri in pietra, sostenenti basse volte a crociera, mentre sul lato opposto sono ritmati da colonne in pietra con capitelli e travi a vista.

## Geografia antropica
Secondo l'ISTAT, il territorio comunale comprende il centro abitato di Abbiategrasso e le località di Baraggetta, Bellotta, Case Popolari, Cavallotta, Cittadina e Castelletto Mendosio.

## Cultura

### Nella cultura di massa
La città di Abbiategrasso è citata nel videogioco Age of Empires II: The Forgotten nella campagna dedicata alla scalata al potere di Francesco Sforza, dove la città svolge una parte durante l'assedio di Milano.

## Economia
Ad Abbiategrasso nel 2021 risultava occupato il 92% dei residenti in età lavorativa.
La città di Abbiategrasso si è qualificata nel tempo come centro agricolo-industriale del sud-ovest del milanese. Nel comune si denotano attività legate a tutti i settori produttivi: primario (cerealicultura, con particolare prevalenza per riso e mais), secondario (industrie alimentari, tessili, meccaniche ed elettroniche di una certa notorietà vi hanno stabilimenti o sedi) e terziario. Ad Abbiategrasso hanno sede la Mivar, storica azienda costruttrice di televisori, e il Gruppo BCS, realtà nel settore delle macchine agricole.
Solo il 16% del territorio comunale è urbanizzato o urbanizzabile, mentre l'84% può essere sfruttabile dall'attività agricola.

## Infrastrutture e trasporti

### Strade
Abbiategrasso è un nodo stradale posto all'incrocio delle strade statali 494 Vigevanese (che unisce Milano ed Alessandria) e 526 dell'Esticino (che collega Pavia e Magenta).

### Ferrovie e tranvie

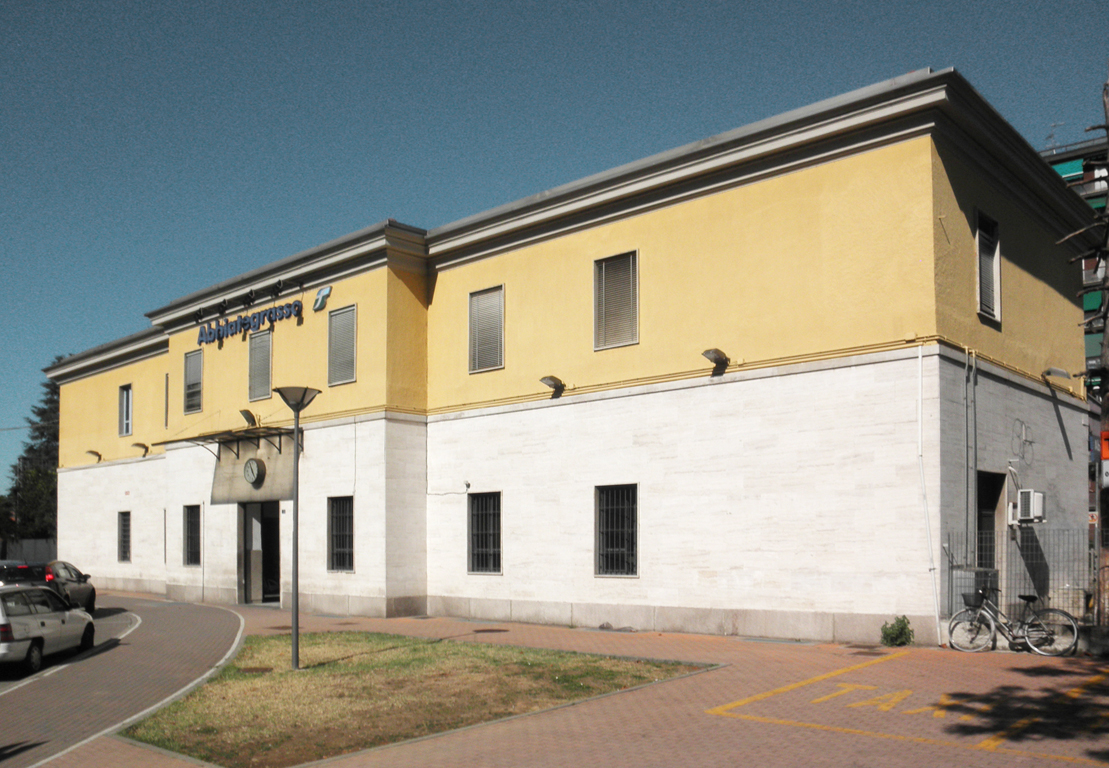
La stazione di Abbiategrasso

La stazione di Abbiategrasso è posta sulla linea Milano–Mortara, servita da treni regionali svolti da Trenord nell'ambito del contratto di servizio stipulato con la Regione Lombardia.
Fra il 1914 e il 1956 la città rappresentò inoltre il capolinea meridionale della tranvia Milano-Corsico-Abbiategrasso.

### Mobilità urbana
Il collegamento automobilistico fra Abbiategrasso a Milano (Romolo M2 o Bisceglie M1) è svolto dalla società STAV.

## Amministrazione

### Sindaci durante la Repubblica Italiana
| Periodo        | Periodo        | Primo cittadino         | Partito          | Carica      | Note |
| -------------- | -------------- | ----------------------- | ---------------- | ----------- | ---- |
| 1945           | 1946           | Ambrogio Passoni        | Designazione CLN | Sindaco     |      |
| 1946           | 1951           | Giacomo Carini          | PCI              | Sindaco     |      |
| 1951           | 1956           | Carlo Mainardi          | DC-PCI           | Sindaco     |      |
| 1956           | 1957           | Vincenzo Capobianco     | Commissariamento | Commissario |      |
| 1957           | 1960           | Silverio Stignani       | DC-PCI           | Sindaco     |      |
| 1960           | 1961           | Giacomo Carini          | DC-PCI           | Sindaco     |      |
| 1961           | 1965           | Carletto Gerli          | DC-PCI           | Sindaco     |      |
| 1965           | 1967           | Gabriele Villani        | DC-PCI           | Sindaco     |      |
| 1967           | 1970           | Bruno Pasini            | DC-PSI           | Sindaco     |      |
| 1970           | 1973           | Eliseo Bianchi          | PSI-PCI          | Sindaco     |      |
| 1973           | 1973           | Paolo Prada             | PSI-PCI          | Sindaco     |      |
| 1973           | 1975           | Giuseppe Sampietro      | PSI-PCI          | Sindaco     |      |
| 1975           | 1980           | Ermanno Bighiani        | PCI              | Sindaco     |      |
| 1980           | 1993           | Aldo Agosti             | PSI - DC - PRI   | Sindaco     |      |
| 1993           | 1994           | Silvana Lanteri         | Commissariamento | Commissario |      |
| 27 aprile 1994 | 7 giugno 1998  | Arcangelo Luigi Ceretti | centrosinistra   | Sindaco     |      |
| 7 giugno 1998  | 26 maggio 2002 | Arcangelo Luigi Ceretti | centrosinistra   | Sindaco     |      |
| 26 maggio 2002 | 10 giugno 2007 | Alberto Fossati         | centrosinistra   | Sindaco     |      |
| 10 giugno 2007 | 21 maggio 2012 | Roberto Albetti         | centrodestra     | Sindaco     |      |
| 21 maggio 2012 | 26 giugno 2017 | Pierluigi Arrara        | centrosinistra   | Sindaco     |      |
| 26 giugno 2017 | 26 giugno 2022 | Cesare Francesco Nai    | centrodestra     | Sindaco     |      |
| 26 giugno 2022 | in carica      | Cesare Francesco Nai    | centrodestra     | Sindaco     |      |

### Gemellaggi
- Langres, dal 1990[senza fonte]
- Ellwangen, dal 1991[senza fonte]

(gemellaggio triangolare)